# ジョシー・ギャブコ
ジョシー・ギャブコ（Josie Gabuco、1987年3月30日 - ）は、フィリピンの女子アマチュアボクシング選手である。

## 生い立ち
パラワン州プエルト・プリンセサ生まれ。スポーツ奨学生として大学進学を目指すためボクシングを始める。そしてマニラのSTI大学犯罪学科に進学。

## 競技歴
2004年ナショナルオープンで優勝しナショナルチームに選出。東南アジア大会では2013年まで3大会連続金メダル獲得。2015年も金メダル獲得するが、2017年は女子が行われなかったため出場できなかった。
世界選手権でも2012年の大会でフィリピン初の金メダルを獲得。
2012年世界選手権
- Defeated  Yairineth Altuve (Venezuela)  PTS (24–13)
- Defeated  Derya Aktop (Turkey)  PTS (27–10)
- Defeated  Kim Klavel (Canada)  PTS (21–15)
- Defeated  Svetlana Gnevanova (Russia)  PTS (12–7)
- Defeated  Xu Shiqi (China)  PTS (10–9)

2013年、フィリピンスポーツ記者協会選定のアスリート・オブ・ザ・イヤーにてノニト・ドネア、アテネオ・デ・マニラ大学、ソフトボール代表チームとともに四賞受賞者の一人に選ばれた 2012 Athlete of the Year Award by the Philippine Sportswriter Association along with fellow boxer, 。
2017年3月、2020年東京オリンピック出場を目指すことが明らかになった。
2019年、バンコクで開かれたアジア選手権に出場し、ライトフライ級決勝で北朝鮮のKim Hyang-miを破り金メダル獲得。

## 人物
2017年3月時点で10歳の息子がいる。フィリピン海軍に所属。